# Irina Polyakova
Irina Polyakova (Cazã, 9 de março de 1961) é uma ex-esquiadora e biatleta paraolímpica russa. Ela competiu nas Paraolimpíadas de Inverno em 1998, 2002, 2006 e em 2010, representando a Rússia. Ela foi eleita uma das 100 Mulheres mais inspiradoras do mundo pela BBC, em 2015.

## Carreira
Irina Polyakova começou a praticar esqui e biatlo aos 35 anos, o que já é bastante tarde em sua carreira, e teve a oportunidade de representar a Rússia nas Paraolimpíadas de Inverno de 1998, aos 37 anos. Ela não teve sucesso em conquistar medalhas em seu primeiro evento paraolímpico. Sua primeira medalha paraolímpica, uma medalha de prata, foi conquistada no revezamento feminino de esqui cross-country, nas Paraolimpíadas de Inverno de 2002. Irina também fez parte da equipe de revezamento russa que conquistou a medalha de ouro no revezamento aberto feminino nas Paraolimpíadas de Inverno de 2006.[carece de fontes?]
Em 2011, depois de se aposentar do esqui internacional, ela iniciou sua carreira de treinadora.[carece de fontes?]